# Zabójcze umysły
Zabójcze umysły (tytuł oryg. Criminal Minds) – serial kryminalny o jednostce FBI, która zajmuje się tworzeniem profili psychologicznych groźnych przestępców, głównie seryjnych morderców.
Serial oryginalnie emituje stacja CBS w Stanach Zjednoczonych; w Polsce nadaje go kanał AXN. Każdy z odcinków Zabójczych umysłów trwa około czterdziestu pięciu minut. Do 2017 roku powstało trzynaście sezonów serialu.
11 stycznia 2019 roku, stacja CBS ogłosiła zamówienie 15 sezonu serialu, który będzie finałowym.

## Obsada
- Mandy Patinkin – Jason Gideon
- Thomas Gibson – Aaron Hotchner (Hotch)
- Joe Mantegna – David Rossi
- Lola Glaudini – Elle Greenaway
- Paget Brewster – Emily Prentiss
- Shemar Moore – Derek Morgan
- Matthew Gray Gubler – dr Spencer Reid
- A.J. Cook – Jennifer Jareau (JJ)
- Kirsten Vangsness – Penelope Garcia
- Rachel Nichols – Ashley Seaver
- Jeanne Tripplehorn – dr Alex Blake
- Jennifer Love Hewitt – Kate Callahan, agentka pracująca pod przykrywką[3]
- Aisha Tyler – dr Tara Lewis
- Adam Rodriguez – Luke Alvez
- Damon Gupton – Stephen Walker
- Daniel Henney - Matt Simons

## Bohaterowie
- Aaron „Hotch” Hotchner (sezon 1 – sezon 12 odc. 2) – szef jednostki BAU (Behavioral Analysis Unit – Jednostka Analiz Behawioralnych). Hotchner to były prokurator i pierwotnie był przydzielony do Biura FBI w Seattle. Jest jednym z najbardziej doświadczonych agentów BAU. Zmaga się, aby utrzymać równowagę pomiędzy wymagającą pracą i życiem rodzinnym. Jednak żona Haley bierze z nim rozwód w trzecim sezonie. W sezonie 5 Haley zostaje zamordowana przez zbiegłego seryjnego mordercę, George’a Foyeta (znanego jako „Żniwiarz”). Hotchner ma z nią synka Jacka. Po śmierci Haley, Hotch otrzymuje wyłączne prawo do opieki nad synem, ale w jego wychowaniu pomaga mu siostra Haley. W sezonie 12 zostaje wraz z Jackiem objęty programem ochrony świadków. Ma młodszego brata, z którym nie ma zbyt dobrych stosunków. Brat pojawia się na moment w pierwszym sezonie, a także w odcinkach 23-24 sezonu 8, kiedy jest zamieszany w sprawę z narkotykami oraz zatrutym winem i prosi Hotcha o pomoc.
- David Rossi (sezon 3 – obecnie) – starszy agent specjalny BAU. Jest jednym z najbardziej doświadczonych agentów, którzy kiedykolwiek pracowali w BAU (od początków jego istnienia). Przeszedł na wcześniejszą emeryturę, aby napisać książkę i udać się w trasę z wykładami na temat analizy kryminalnej. Jednak zgłosił się, aby zastąpić agenta Jasona Gideona i ponownie pracuje jako profiler. Lubi dobre cygara i whisky oraz gotowanie dla kolegów z BAU. Był żonaty cztery razy. W 7 sezonie kontaktuje się z nim pierwsza żona, Carolyn. Zostało u niej zdiagnozowane stwardnienie zanikowe boczne. Prosi go o pomoc, bo chce "odejść z tego świata taka jaka jest, nie taka jaka się stanie". David nie chce się zgodzić. W następnym odcinku Carolyn umiera z powodu przedawkowania leków. W 8 sezonie, w tajemnicy przed zespołem, umawia się z dyrektor Erin Strauss, która na koniec sezonu zostaje zamordowana. Morderca przysyła mu wyniki, według których na narzędziu zbrodni były odciski Morgana. Pod wpływem narkotyku znajdującego się na powierzchni listu, Rossi obwinia Dereka o śmierć Erin i chce go zabić. Hotch powstrzymuje go. W sezonie 10 dowiaduje się, że ma córkę, Joy. Jej matką jest Hayden Montgomery, jego druga żona, która nie powiedziała mu o córce, ponieważ uważała, że praca jest dla niego zawsze ważniejsza niż rodzina.
- Derek Morgan (sezon 1 – sezon 11) – starszy agent specjalny BAU. Pewny siebie i stanowczy. Najbardziej przyjaźni się z Garcią i Reidem, którego traktuje jak młodszego brata. Otrzymał stypendium sportowe z Uniwersytetu Northwestern. Dołączył do zespołu saperów w Chicago, po czym przeniósł się do BAU. Jego ojciec był policjantem, ale został zastrzelony na służbie, gdy Derek był dzieckiem. Wraz z dwiema siostrami był wychowywany przez matkę i jako „młody gniewny” kierował się na przestępczą drogę. Został uratowany przez trenera, którego później oskarżono o molestowanie seksualne chłopców. Derek był jedną z jego ofiar, co okazało się w sezonie 8 podczas wyjaśniania jednej ze spraw w rodzinnych stronach. Jego partnerką, a później żoną, jest Savannah Hayes, z którą ma syna, Hanka Spencera (nazwał go tak na cześć Reida). Odszedł z zespołu w 11 sezonie w odcinku 18.
- Emily Prentiss (sezon 2 – sezon 7, od sezonu 12) – agentka specjalna BAU. Jest córką ambasador Elizabeth Prentiss. Mówi płynnie w kilku językach (arabski, hiszpański, włoski, ale straciła umiejętność posługiwania się językiem rosyjskim). Kiedyś pracowała pod przykrywką dla CIA, by sprofilować i zdobyć zaufanie groźnego przestępcy, Iana Doyle’a. Po odejściu Elle Greenaway, pojawia się z dokumentami potwierdzającymi jej przeniesienie do BAU. W szóstym sezonie, w odcinku 18, zostaje rzekomo zabita, będąc zakładniczką Doyle’a. Jednak na jego zakończenie zasugerowano, iż przeżyła i wyjeżdża. JJ spotyka się z nią w kawiarni w Paryżu, dostarczając trzy paszporty i numery kont bankowych, aby rzekomo żyjąca Emily mogła rozpocząć nowe życie w ukryciu przed Doyle’em. Agentka Prentiss powraca do zespołu w sezonie 7, aby pomóc w odnalezieniu syna Doyle’a, po czym wyjeżdża do Londynu do osoby zawsze bliskiej jej sercu. Jednak ponownie powraca w sezonie 12 (w odc. 2), po odejściu Hotcha, i zastępuje go, jako szefowa zespołu.
- Dr Spencer Reid (od sezonu 1) – agent specjalny BAU. Był genialnym dzieckiem, przez co nie był akceptowany w szkole jako dziecko i nastolatek. Już przed trzydziestką ma trzy doktoraty: z chemii, matematyki i inżynierii oraz specjalizacje (licencjaty) z psychologii i socjologii. Studiuje filozofię. Zna się na statystykach i profilach geograficznych. Jego IQ wynosi 187. Ma pamięć ejdetyczną, potrafi zapamiętać dużą ilość informacji ze szczegółami. Z tego powodu ma zakaz gry w pokera oraz w kasynie (sezon 7, odc. 13). Potrafi czytać 20 tysięcy słów na minutę. Pasjonuje się grą w szachy i czytaniem podręczników oraz książek (tych ostatnich nie czyta w języku angielskim). Jest jedynakiem i pochodzi z Las Vegas. Jego matka, Diana, cierpi na schizofrenię, ale gdy zaszła w ciążę ze Spencerem, odstawiła leki. Z powodu jej choroby odszedł od niej mąż, zostawiając ją samą z małym synem. Reid po osiągnięciu pełnoletniości musiał umieścić matkę w zakładzie psychiatrycznym („Mental Hospital”). Często do niej pisze oraz dzwoni i o wszystkim jej opowiada. Początkowo ukrywa informacje o swojej mamie i jej chorobie przed zespołem. Ale i tak wychodzi to na jaw. W sezonie drugim zostaje porwany przez psychopatę Tobiasa Henkla (odc. 15). Torturuje go i wstrzykuje mu narkotyki, przez co Reid się uzależnia. Do końca sezonu walczy z uzależnieniem, a w ostateczności decyduje się na terapię. W 6 sezonie, w odcinku 12, cierpi na halucynacje i uciążliwe bóle głowy. Robi badania, między innymi w kierunku schizofrenii, która jest dziedziczna. Na szczęście wszystkie wyniki są prawidłowe, ale bóle głowy nie mijają. W 4 sezonie Spencer ma koszmary, w których widzi zwłoki małego chłopca w piwnicy rodzinnego domu (odc. 6). Niebawem zaczyna przypominać sobie różne zdarzenia i łącząc fakty, podejrzewa swojego ojca o morderstwo dziecka. Morgan i Rossi pomagają mu rozwiązać tę zagadkę (odc. 7). Wtedy też Reid po raz pierwszy spotyka się z ojcem, którego nie widział od wielu lat. W odcinku 24 zostaje przypadkowo zainfekowany nowym, nieznanym nikomu szczepem śmiercionośnego wąglika. W pierwszym odcinku sezonu 5, chroniąc lekarza przed strzałem przestępcy, zostaje ranny w lewe kolano. Do odcinka 11 porusza się o kulach i o lasce. W sezonie 8 Spencer w każdą niedzielę dzwoni z budek telefonicznych do dr Maeve Donovan, która jest genetykiem. Napisała do niego, aby pogratulować mu artykułu w czasopiśmie naukowym. Dzięki niej przestaje cierpieć na uciążliwe migreny. Świetnie się rozumieją i mają mnóstwo tematów do rozmów, ale nigdy się nie widzieli. W odcinku 12 Maeve zostaje porwana. W jej odnalezienie angażuje się nieoficjalnie cały zespół BAU. Jednak prześladowczyni dr Donovan zabija ją i siebie na oczach Reida i jego kolegów. W 9 sezonie, podczas dużej akcji, chcąc ochronić dr Blake, zostaje postrzelony w szyję (odc. 24). W sezonie 12 postanawia zabrać mamę ze szpitala w Las Vegas do swojego mieszkania w Quantico. Ma to być nowy rodzaj terapii; jednocześnie podaje mamie nieznany lek. Nie jest jednak w stanie pogodzić pracy i opieki nad psychicznie chorą matką (do schizofrenii doszła choroba Alzheimera). W wyniku misternej intrygi, zostaje oskarżony o zabójstwo kobiety i przemyt narkotyków (odc. 13), przez co trafia do więzienia (z powodu braku miejsca w areszcie), gdzie oczekuje na proces. Wszystkie dowody świadczą przeciwko niemu, w dodatku on sam niewiele pamięta. Jest ojcem chrzestnym Henry’ego LaMontagne - synka JJ i Hanka Spencera Morgana (Derek nazwał tak swego pierworodnego na jego cześć).
- Jennifer Jareau, JJ (od sezonu 1) – agentka specjalna BAU. Początkowo odpowiadała za kontakt z detektywami, dziennikarzami i wybierała sprawy, którymi miał zająć się zespół. W 2 sezonie razem z zespołem pomaga w śledztwie detektywowi Williamowi LaMontagne Jr. w Nowym Orleanie. Po zakończeniu sprawy zaczyna się z nim spotykać, o czym reszta zespołu dowiaduje się rok później, gdy ponownie spotykają się przy innym śledztwie w Miami (sezon 3). W sezonie 4 na świat przychodzi syn JJ i Willa, Henry (odc. 7), którego rodzicami chrzestnymi zostają Reid i Garcia. W sezonie 6, na odgórne polecenie i naciski, odchodzi z BAU i zaczyna pracować dla Pentagonu. Wraca jednak do zespołu w sezonie 7 jako profiler. W ostatnim odcinku tego sezonu bierze ślub z Willem. W 9 sezonie nowym szefem sekcji zostaje Mateo Cruz, z którym pracowała w Pentagonie. Wkrótce potem zostają porwani, a JJ jest torturowana przez byłego współpracownika, Tiwona Askari. Wtedy też wychodzi na jaw, czym zajmowała się podczas pracy dla Pentagonu. Emily wraca do zespołu, aby pomóc ją odnaleźć. W 10 sezonie JJ wyznaje Reidowi, że podczas pracy dla Pentagonu była w ciąży z drugim dzieckiem, które straciła, i nie powiedziała o niczym Willowi. W sezonie 11 JJ ma drugiego synka, Michaela.
- Jason Gideon (sezon 1 – sezon 3)
- Elle Greenway (sezon 1 i sezon 2)
- Penelope Garcia (od sezonu 1) – analityk jednostki. Była hakerką, zwerbowaną do FBI po 'wpadce'.
- Ashley Seaver (sezon 6)
- Dr Alex Blake (sezon 8 i sezon 9)
- Kate Callahan (sezon 10)
- Dr Tara Lewis (od sezonu 11)
- Luke Alvez (od sezonu 12)
- Stephen Walker (sezon 12) – znajomy Emily Prentiss z zagranicznych misji. Dołącza do zespołu i jego głównym zadaniem jest złapanie Drapaka. W finale sezonu ginie w wypadku – pułapce przygotowanej przez Drapaka.
- Matt Simmons (sezon 13 i sezon 14) – dołączył do zespołu po rozwiązaniu swojej jednostki, która działała poza granicami USA. (Criminal Minds: Beyond Borders)

## Odcinki
| Sezon | Sezon | Odcinki | Oryginalna emisja   | Oryginalna emisja |
| Sezon | Sezon | Odcinki | Premiera sezonu     | Finał sezonu      |
| ----- | ----- | ------- | ------------------- | ----------------- |
|       | 1     | 22      | 22 września 2005    | 10 maja 2006      |
|       | 2     | 23      | 20 września 2006    | 16 maja 2007      |
|       | 3     | 20      | 26 września 2007    | 21 maja 2008      |
|       | 4     | 26      | 24 września 2008    | 20 maja 2009      |
|       | 5     | 23      | 23 września 2009    | 26 maja 2010      |
|       | 6     | 24      | 22 września 2010    | 18 maja 2011      |
|       | 7     | 24      | 21 września 2011    | 16 maja 2012      |
|       | 8     | 24      | 25 września 2012    | 22 maja 2013      |
|       | 9     | 24      | 25 września 2013    | 14 maja 2014      |
|       | 10    | 23      | 1 października 2014 | 6 maja 2015       |
|       | 11    | 22      | 30 września 2015    | 4 maja 2016       |
|       | 12    | 22      | 23 września 2016    | 10 maja 2017      |
|       | 13    | 22      | 27 września 2017    | 18 kwietnia 2018  |
|       | 14    | 15      | 3 października 2018 | 6 lutego 2019     |
|       | 15    | 10      | 8 stycznia 2020     | 19 lutego 2020    |
|       | 16    | 10      | 24 listopada 2022   | 9 lutego 2023     |